# L'Intranquille
 (novembre 2023).
Si vous disposez d'ouvrages ou d'articles de référence ou si vous connaissez des sites web de qualité traitant du thème abordé ici, merci de compléter l'article en donnant les références utiles à sa vérifiabilité et en les liant à la section « Notes et références ».
Albums de Subway
Rien ne se voit
(2003) -
L'Intranquille est un album du groupe de rock français Subway.

## Titres de l'album
1. Sauvez-moi
2. Ces mots-là
3. Paris
4. Catégories de gens
5. Les matins intranquilles
6. Adieu désir
7. Kitchen Floor
8. Nos nuits d'opaline
9. Je t'emmène
10. Des traces